# (5789) Sellin
Pour les articles homonymes, voir Sellin.
(5789) Sellin est un astéroïde de la ceinture principale.

## Description
(5789) Sellin est un astéroïde de la ceinture principale. Il fut découvert le 24 septembre 1960 à l'Observatoire Palomar par Cornelis Johannes van Houten, Ingrid van Houten-Groeneveld et Tom Gehrels. Il présente une orbite caractérisée par un demi-grand axe de 2,57 UA, une excentricité de 0,24 et une inclinaison de 5,1° par rapport à l'écliptique.

## Compléments